# هنریک نیلسون
هنریک نیلسون (انگلیسی: Henrik Nilsson؛ زادهٔ ۱۵ فوریهٔ ۱۹۷۶) قایقران کایاک اهل سوئد بود.